# Nurol Life
Le Nurol Life est un gratte-ciel résidentiel situé à Istanbul en Turquie. Il s'élève à 220 mètres. Il a été terminé en 2018. 